# Манси Парк (Њујорк)
Манси Парк (енгл. Munsey Park) град је у америчкој савезној држави Њујорк.

## Демографија
По попису из 2010. године број становника је 2.693, што је 61 (2,3%) становника више него 2000. године.
| Група             | 2000.         | 2010.         |
| Белци             | 2.417 (91,8%) | 2.380 (88,4%) |
| Афроамериканци    | 9 (0,3%)      | 11 (0,4%)     |
| Азијати           | 149 (5,7%)    | 174 (6,5%)    |
| Хиспаноамериканци | 43 (1,6%)     | 87 (3,2%)     |
| Укупно            | 2.632         | 2.693         |